# Córdoba (Weinbaugebiet)
Córdoba bezeichnet ein Weinbaugebiet in Andalusien, welches die gesamte Fläche der Provinz Córdoba umfasst. Im europäischen System der Herkunftsbezeichnungen hat es den Status einer geschützten geografischen Angabe (kurz g.g.A.; spanisch Indicación Geográfica Protegida, kurz IGP), was im traditionellen spanischen System einem Landwein (spanisch Vino de la Tierra, kurz VdlT) entspricht.

## Weine
Es werden ausschließlich rote Rebsorten angebaut, die zu trockenen Roséweinen und Rotweinen (mit oder ohne Fassausbau) verarbeitet werden. Die Sorten sind Cabernet Sauvignon, Merlot, Syrah, Tempranillo, Pinot Noir und Tintilla de Rota.

## Abgrenzung zu anderen Weinbaugebieten in der Provinz Córdoba
Ein kleines Teilgebiet der Provinz Córdoba und somit theoretisch auch des Weinbaugebiets Córdoba bildet das eigene Weinbaugebiet Villaviciosa de Córdoba, wofür jedoch ausschließlich weiße Sorten angebaut werden dürfen, sodass es bei den Weinen und Weinbergen eine klare Abgrenzung zwischen beiden Bezeichnungen gibt, obwohl in besagten Gemeinden des Weinbaugebiets Villaviciosa de Córdoba Weine mit beiden Herkunftsbezeichnungen produziert werden dürfen und die Farbe der Rebsorte über die Bezeichnung entscheidet. Auch das Weinbaugebiet Montilla-Moriles überschneidet sich mit dem Weinbaugebiet Córdoba. Doch auch hier werden nur weiße Sorten angebaut, sodass es nicht zu einer Überschneidung kommt.